# Padborg Park
Der Padborg Park ist eine Motorsportrennstrecke in Padborg, Dänemark. Sie liegt etwa 6 km nordwestlich der Stadt auf dem Gelände des Flugplatzes Kruså-Padborg und ist nur 3 km von der Grenze zwischen Dänemark und Deutschland entfernt gelegen.

## Geschichte
Die Strecke wurde auf dem Gelände des Flugplatzes Kruså-Padborg vom Unternehmer Jens Enemark gebaut und 2003 eröffnet.

## Streckenbeschreibung

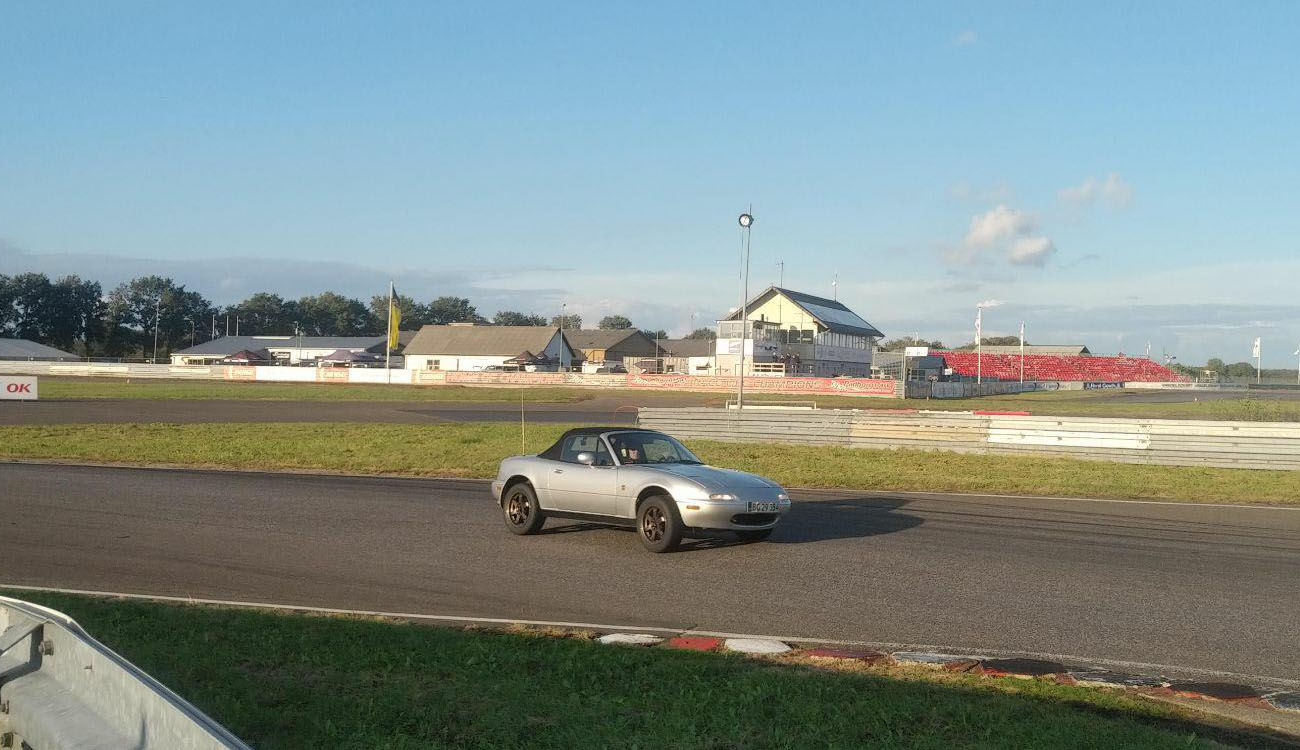
Rennstrecke Padborg Park

Der entgegen dem Uhrzeigersinn befahrene Rundkurs mit einer Länge von maximal 2,15 km verfügt über 9 Kurven; 4 Rechtskurven, 5 Linkskurven und eine Schikane. Bei Sportveranstaltungen wird die unmittelbar anschließende Start- und Landebahn für den Flugbetrieb geschlossen und als Fahrerlager genutzt.

## Veranstaltungen
Padborg Park ist Austragungsort der Dänischen Langstrecken-Meisterschaft, der dänischen Tourenwagenmeisterschaft und ihrer Nachfolgeserien sowie der dänischen Formel 4-Serie. Die Strecke wird zudem für private Events und Trainings- und Einstellfahrten für Automobile und Motorräder genutzt.